# 장리요우
장리요우(ちょう りゆう) 또는 장펑유(張豊猷, 1981년 10월 22일 ~ )는 일본의 바둑 기사이다. 중화민국 난터우시 출신으로 일본기원 소속의 9단이다. 왕리청 문하에서 공부했다.

## 경력
타이완 난터우시에서 태어났다. 1997년 15세의 나이로 프로 바둑에 입단했다. 1998년 제11회 후지쯔배 세계 바둑 선수권 대회 본선에 16세의 나이로 진출하여 화제를 불러 일으켰다. 2008년 제34기 명인전을 통해 3대 기전 리그에 처음 들어갔다. 2010년 제1회 오카게배 바둑토너먼트 결승에 진출하여 오하시 히로부미를 누르고 우승을 차지했다.
2011년 8단으로 승단했다. 2013년 제38기 기성전에 참가하여 본선 준결승까지 진출했지만 고노 린에게 패배해 탈락했다. 이듬해 2014년에도 제39기 기성전 본선 결승까지 올랐지만 또다시 고노 린에게 져서 탈락했다. 또한 히라타 도모야와 함께 바둑 기사 대표로 제1회 컴퓨터 바둑 대회에 출전하여 바둑 프로그램 젠(Zen)과 대결했다. 장리요우와 히라타 도무야가 각각 2연승을 거둬 총 4연승으로 승리했다. 2018년 SGW배 중용전 본선에 진출하여 3승 1패의 성적으로 3위를 차지했다.